# Спраг (Коннектикут)
Спраг (англ. Sprague) — місто (англ. town) в США, в окрузі Нью-Лондон штату Коннектикут. Населення — 2967 осіб (2020).

## Демографія
Згідно з переписом 2010 року, у місті мешкали 2984 особи в 1135 домогосподарствах у складі 802 родин. Було 1248 помешкань
Расовий склад населення:
| - 90,2 % — білих - 2,0 % — чорних або афроамериканців - 1,1 % — азіатів - 0,9 % — корінних американців - 2,4 % — осіб інших рас |

До двох чи більше рас належало 3,4 %. Частка іспаномовних становила 4,6 % від усіх жителів.
За віковим діапазоном населення розподілялося таким чином: 24,1 % — особи молодші 18 років, 64,8 % — особи у віці 18—64 років, 11,1 % — особи у віці 65 років та старші. Медіана віку мешканця становила 38,5 року. На 100 осіб жіночої статі у місті припадало 97,0 чоловіків;  на 100 жінок у віці від 18 років та старших — 97,4 чоловіків також старших 18 років.
Середній дохід на одне домашнє господарство  становив 75 912 долари США (медіана — 62 178), а середній дохід на одну сім'ю — 86 788 доларів (медіана — 68 790). Медіана доходів становила 52 813 долари для чоловіків та 53 393 долари для жінок. За межею бідності перебувало 10,7 % осіб, у тому числі 19,4 % дітей у віці до 18 років та 4,2 % осіб у віці 65 років та старших.
Цивільне працевлаштоване населення становило 1600 осіб. Основні галузі зайнятості: мистецтво, розваги та відпочинок — 20,6 %, освіта, охорона здоров'я та соціальна допомога — 19,6 %, роздрібна торгівля — 15,1 %, виробництво — 11,9 %.